# Irene Cano
Irene Cano Piquero (Oviedo, 1974) es una ejecutiva española, directora general de Meta España y Portugal desde junio de 2012 y reconocida como una de las mujeres más influyentes de España.

## Trayectoria
Irene Cano Piquero nació en Oviedo y realizó sus estudios en la  Universidad de Oviedo, donde se licenció en Administración y Dirección de Empresas.
Trabajó durante tres años en el departamento comercial de Yahoo! hasta que en el año 2003 pasó a trabajar en Google, como Responsable de Operaciones primero y, desde 2006, como Directora de Agencias. En 2009 entró a dirigir el departamento Comercial de Orange España.
En enero de 2010 Cano se incorporó a Facebook como Directora Comercial y de Desarrollo de Negocio y desde 2012 es directora general para España y Portugal.
Cano ha colaborado con la Fundación Vicente Ferrer y es miembro del Consejo Consultivo de Liberbank en Asturias. Ha sido jurado del Premio Princesa de Asturias de Comunicación y Humanidades en 2018 y Presidenta del jurado del Premio Princesa de Girona Empresa, así como jurado del Premio de Periodismo Accenture.

## Premios y reconocimientos
Irene Cano ha sido reconocida como una de las mujeres más influyentes en España, por diferentes publicaciones como Yo Dona, El Confidencial, Forbes o Las Top 100 Mujeres Líderes.
- En 2021 recibió el premio en la categoría Liderazgo Mujer Directiva otorgado por la  Federación Española de Mujeres Directivas, Ejecutivas, Profesionales y Empresarias (FEDEPE).[15]

- Premio Vaqueira Mayor 2018[16]
- Premio iForum 2012 a la mejor trayectoria profesional[17]